# Classic Rock Radio
Classic Rock Radio ist ein privates Radioprogramm aus Saarbrücken, das zur Radio Salü-Euro-Radio Saar GmbH gehört.
Gesendet wird aus den Radio-Salü-Studios in der Richard-Wagner-Straße in Saarbrücken. Der Sender erreicht laut MA 2018 II 11.000 Hörer in der Stunde.

## Empfang
Zu empfangen ist Classic Rock Radio im Saarland analog terrestrisch in vereinzelten Ballungsräumen auf UKW.
Frequenzen:
- 92,9 MHz in Saarbrücken. Senderstandort: Saarbrücken (Winterberg). Sendeleistung: 1 kW
- 99,3 MHz in Neunkirchen/Homburg. Senderstandort : Neunkirchen (Kossmannstr.). Sendeleistung: 1 kW
- 100,6 MHz in St. Ingbert. Senderstandort: St. Ingbert. Sendeleistung: 100 W
- 100,9 MHz in Lebach und Umgebung. Senderstandort: Lebach (Hoxberg). Sendeleistung: 1 kW
- 102,8 MHz in Saarlouis. Senderstandort: Saarlouis. Sendeleistung: 1 kW

Die beiden Senderstandorte Saarbrücken und St. Ingbert versorgen laut Senderangaben rund 500.000 Einwohner im Regionalverband.
Classic Rock Radio kann auch über die Homepage als Webradio, MP3- und AAC-Livestream sowie mit den Android- und iPhone-Apps von Radio Salü und auch der eigenen App empfangen werden .

## Programm
Das Programm besteht aus Rocksongs der 1960er, 1970er und 1980er Jahre. Live moderiert wird lediglich der Nachmittag. Darüber hinaus sind vorproduzierte "Beitragsinseln", von Radio Salü übernommene Nachrichtenblöcke, sowie die Serie "Classic Rock & Glaube" Bestandteil des Programmschemas.
Feste Sendungen
Montag–Freitag
- 14:00–18:00 Uhr: Classic Rock Radio rockt lauter mit Sabine Kiehn (Freitags: Freitagsbier)